# Rosemary Lassig
Rosemary Lassig, po mężu Lluka (ur. 10 sierpnia 1941 w Bundabergu, zm. 1 listopada 2017 w Sydney) – australijska pływaczka. Srebrna medalistka olimpijska z Rzymu.
Zawody w 1960 były jej jedynymi igrzyskami olimpijskimi. Srebrny medal zdobyła w sztafecie 4 × 100 metrów stylem zmiennym. Australijską sztafetę tworzyły również Jan Andrew, Dawn Fraser i Marilyn Wilson. 